# Missione Fulvius
La missione alleata “Fluvius” - conosciuta anche come missione “Dardo” dal nome di battaglia del capitano scozzese che la guidava John E.H. Orr-Ewin - fu una missione di spionaggio e di sabotaggio, nata nel contesto della Campagna d'Italia, subordinata alla missione SSS/2 "Ruina" - comandata dal maggiore di artiglieria John Wilkinson “Freccia” - paracadutata nel vicentino e dipendente dallo Special Operations Executive. La missione, paracadutata sull'Altopiano di Asiago, si insediò a Recoaro Terme nel novembre del 1944.

## Antefatti
Nella primavera del 1944, mentre si combatteva sul fronte di Cassino, il generale Albert Kesselring, a capo delle truppe d’occupazione tedesche in Italia, individuò in Recoaro Terme la nuova sede del suo Quartier Generale in vista dell’arretramento sulla Linea Gotica. Le motivazioni della scelta di questa cittadina termale furono molteplici: il vasto numero di alberghi e ville signorili per ospitare truppe e ufficiali, il rapido collegamento con la pianura e con l’Alpenvorland, confinante con Recoaro e facilmente raggiungibile tramite il Passo di Campogrosso e il Pian delle Fugazze. Il 17 maggio 1944 i Tedeschi iniziarono i lavori con la costruzione di uffici, alloggi per militari e rifugi antiaerei nell’area delle Fonti Regie e nel centro cittadino, mentre il trasferimento dell’Alto Comando a Recoaro Terme avvenne a metà settembre del 1944. L’importanza della zona spinse gli alleati a paracadutarvi una missione alleata che seguisse e comunicasse i movimenti dell’Alto Comando Tedesco.

## Componenti e obiettivi della missione
La missione alleata presente a Recoaro era composta da “Dardo” (John Orr-Ewing, comandante), “Mario Morabito” (Antonio Carrisi, sottoufficiale della marina italiana, radiotelegrafista), “Bill Neozelandese” (Bill Duignan, operatore radio). I compiti della missione erano di raccogliere informazioni sulle forze tedesche presenti nella Valle dell'Agno, del Leogra e dell’Adige, tenere sotto controllo il Comando tedesco in Italia e del Fronte sud-ovest europeo situato alle Regie Fonti di Recoaro e mantenere i rapporti con i gruppi partigiani collaborando ai loro piani d’azione.

## Storia della missione
Tra la fine di agosto e i primi di settembre del 1944 John Orr-Ewing giunse ad Asiago per unirsi alla missione guidata dal maggiore John Prentice Wilkinson “Freccia”. In novembre Wilkinson decise di inviare John Orr-Ewing a Recoaro per controllare il Quartier generale del generale Kesselring situato alle Fonti Centrali. A “Dardo” vennero affiancati “Mario Carrisi” e Bill Duignan e la missione “Fulvius” divenne operativa il 7 dicembre. La missione fu collocata in un rifugio partigiano in contrada Caile, nei pressi di Recoaro Mille, e posta sotto la protezione di Benvenuto Volpato “Armonica” che guidava la resistenza recoarese e che, grazie alla sua conoscenza dell’inglese, stabilì da subito un buon rapporto con “Dardo”. Grazie all’aiuto dei partigiani locali che li nascondevano e fornivano loro informazioni, la missione riuscì a raccogliere diverse informazioni utili, oltre che garantire aviolanci alle forze partigiane della zona.

## Epilogo
La missione “Dardo” abbandonò contrada Caile in seguito alla cattura, in contrada Benetti, del radiotelegrafista “Mario” che fu condotto nel campo di concentramento di Bolzano, da cui fu liberato alla fine della guerra. Dopo questo fatto la missione “Fluvius” si spostò nella zona della Val Leogra.